# Визе, Фридрих
Фридрих Визе (нем. Friedrich Wiese; 5 декабря 1892 — 13 февраля 1975) — немецкий офицер, участник Первой и Второй мировых войн, генерал пехоты, кавалер Рыцарского креста с Дубовыми листьями.

## Первая мировая война
4 августа 1914 года поступил добровольцем в 84-й (Шлезвигский) пехотный полк, затем воевал в составе 147-м (2-м Мазурском) пехотном полку во Франции. 6 ноября 1915 года произведен в лейтенанты резерва. С конца 1915 года участвовал в боях на Восточном фронте. Был ранен.

## Между мировыми войнами
В 1919 году — воевал в Прибалтике в составе добровольческого корпуса, командир пулемётной роты. В сентябре 1919 года уволен с военной службы с присвоением звания обер-лейтенанта. Поступил на службу в полицию Гамбурга, ком. взвода, сотни. Затем на штабной работе, был также преподавателем тактики в офицерском училище. С 1934 года начальник штаба земельной полицей-дирекции.
1 августа 1935 года вернулся на военную службу со званием майора. С 1 октября 1936 года командир 1-го батальона 116-го пехотного полка (Гиссен).

## Вторая мировая война
В составе 9-й пехотной дивизии во время Польской кампании находился на франко-германской границе. Участник Французской кампании, участвовал в военных действиях в Люксембурге, Бельгии, а также взятии Парижа.
С декабря 1940 года командир 39-го пехотного полка 26-й пехотной дивизии. С июня 1941 года участвовал в боях на советско-германском фронте, в том числе в районе Полоцка, Калинина, Ржева.
С 15 апреля 1942 года командир 26-й пехотной дивизии, которой руководил в боях у Болхова, Орла и Курска.
С 5 августа 1943 года командующий XXXV армейского корпуса, действовавшего в районе Брянска. С октября воевал под Гомелем, затем — под Бобруйском. В июне 1944 года корпус Визе был уничтожен во время наступления советских войск на позиции группы армий «Центр».
25 июня 1944 года назначен командующим 19-й армией, сражавшейся против англо-американских войск во Франции. 19 декабря 1944 года снят с поста и зачислен в резерв ОКХ.
С 19 мартя 1945 года командующий VIII армейским корпусом, с которым в составе 17-й армии сражался против советских войск в Силезии.
С 20 апреля 1945 года командующий XI армейским корпусом 1-й танковой армии группы армий «Центр».

## Воинские звания
- лейтенант резерва (06.11.1915)
- майор (01.08.1935)
- подполковник (01.06.1938)
- полковник (01.06.1941)
- генерал-майор (01.09.1942)
- генерал-лейтенант (01.01.1943)
- генерал пехоты (01.10.1943)

## Награды
- Железный крест 2-го класса (15.02.1916)
- Железный крест 1-го класса (29.09.1918)
- Шпанга к Железному кресту 2-го класса (03.06.1940)
- Шпанга к Железному кресту 2-го класса (14.06.1940)
- Рыцарский крест Жел. креста(14.2.1942)
- Золотой Германский крест (16.2.1942)
- Рыцарский крест с дубовыми листьями (24.1.1944)
- Черный знак за ранение 1918
- Медаль «За зимнюю кампанию на Востоке 1941/42»
- Почетный крест фронтовика 1934